# Miao Miao (aktorka)
Miao Miao, również Vivi Miao (chiń. upr. 苗苗; pinyin Miáo Miáo; ur. 29 listopada 1988 w Nanyang w prowincji Henan) – chińska aktorka.

## Życiorys
W 2007 roku zadebiutowała jako aktorka w chińskim dramacie telewizyjnym Shei zai shuohuang (2007). Po ukończeniu Pekińskiej Akademii Tańca w 2009 roku Miao służyła jako tancerka w politycznej trupie pieśni i tańca Chińskiej Armii Ludowo-Wyzwoleńczej.
Po zakończeniu swojej pracy w trupie tanecznej zyskała sławę dzięki rolom aktorskim w serialach telewizyjnych, takich jak Shennfen de Zhengming (2009), Ai Shang Ni Zhi Yu Wo (2019), Qing Chun Pao Wu Xian (2019) and Wo shi Yu Huan Shui (2020).
Zdobyła międzynarodowe uznanie za rolę w filmie Fanghua (2017), za który otrzymała nagrody dla najlepszej debiutującej aktorki na festiwalach filmowych.

### Życie prywatne
21 maja 2020 r. Miao ogłosiła, że wyszła za mąż za aktora Zheng Kai, a 23 października urodziła córkę. 1 czerwca 2022 r. urodziła syna.

## Nagrody
Festiwal Filmów Studenckich w Pekinie
- 2018 - wygrana w kategorii nagroda dla najlepszego debiutanta za rolę w filmie Fanghua[9]

Chiński Festiwal Filmowy (Ningbo·Cixi)
- 2018 – wygrana w kategorii nagroda dla najlepszego nowego wykonawcy za rolę w filmie Fanghua

## Filmografia

### Filmy fabularne
- 2014 Chun chun yu dong (ang. All About Puberty)
- 2016  Qing chun wei le gou 2: Bu yi yang de yan huo (ang. Gone for Nothing: Uniqueness) jako Chen Wuyang
- 2016 Zhi qing chun: Yuan lai ni hai zai zhe li (ang. So Young 2: Never Gone) jako uczeń liceum
- 2017 You jia jako Cai Hong
- 2017 Fanghua (ang. Youth) jako He Xiaoping
- 2018 Zai tiantang deng wo (ang. Waiting For Me In Heaven) jako kobieta w trzęsieniu ziemi
- 2020 Bu zhi bu xiu (ang. The Best Is Yet to Come) jako Xiao Zhu

### Seriale telewizyjne
- 2007 Shei zai shuohuang (ang. Who is Lying) jako Yi Chunchu
- 2008 Shenfen de zhengming (ang. Proof of Identity) jako Qu Si
- 2017 Yi shu taohua kai (ang. The Peach Blossom) jako Tao Rui
- 2017 Huancheng (ang. Ice Fantasy) jako Ming Le
- 2017 Tegong huangfei chu qiao zhuan (ang. 	Princess Agents) jako Jin Xiaoqi
- 2018 Aiqing bian bian bian (ang. Love Changes) jako  Li Yiran
- 2019 Ai shang ni zhiyu wo (ang. From Survivor to Healer) jako Sun Shu
- 2019 Yujian tiantan (ang. Meet the Temple of Heaven) jako się
- 2019 Qingchun paowuxian (ang. Unstoppable Youth) jako Yi Anle
- 2020 Wo shi yuhuanshui (ang. If There Is No Tomorrow) jako Luan Bingran
- 2021 Siben de waipo (ang. Gone Grandma)